# سنت ایسی
سنت ایسی (به انگلیسی: St Issey) یک روستا و محله مدنی در بریتانیا است که در کورنوال واقع شده‌است. سنت ایسی ۸۹۱ نفر جمعیت دارد.